# غاريك ماكجي
غاريك ماكجي (بالإنجليزية: Garrick McGee)‏ هو لاعب كرة قدم أمريكية أمريكي، ولد في 6 أبريل 1973 في تلسا في الولايات المتحدة.